# Golden Earring
Golden Earring je nizozemska rock grupa osnovana 1961. godine u Den Haagu, svoj najveći uspjeh postigla je upravo s pjesmom Radar Love, koja je tijekom vremena doživjela niz obrada. U Nizozemskoj je grupa Golden Earring postigla ogroman uspjeh koji se najbolje vidi kroz njihovih četrdesetak hitova i trideset zlatnih ploča.

## Diskografija

### Studijski albumi
- Just Earrings (1965.)
- Winter-Harvest (1966.)
- Miracle Mirror (1967.)
- On the Double (dupli album) (1968.)
- Eight Miles High (1969.)
- Golden Earring (aka Wall of Dolls) (1970.)
- Seven Tears (1971)
- Together (1972.)
- Moontan (1973.)
- Switch (1975.)
- To the Hilt (1976.)
- Contraband (1976., naslovljen Mad Love)
- Grab It for a Second (1978.)
- No Promises...No Debts (1979.)
- Prisoner of the Night (1980.)
- Cut (1982.)
- N.E.W.S. (1984.)
- The Hole (1986.)
- Keeper of the Flame (1989.)
- Bloody Buccaneers (1991.)
- Face It (1994., dijelom akustični)
- Love Sweat (1995.)
- Paradise in Distress (1999.)
- Millbrook U.S.A. (2003.)

### Live albumi
- Live (1977., dupli album)
- 2nd Live (1981., dupli album)
- Something Heavy Going Down (1984)
- The Naked Truth (1992., akustični album)
- Naked II (1997., akustični album)
- Last Blast of the Century (2000.)
- Naked III, Live at the Panama (2005., akustični album)
- Live In Ahoy (2006)

### Kompilacijski albumi
- Greatest Hits (1968, Polydor)
- The Best of Golden Earring (1970, US)
- Hearing Earring (1973)
- Story (1977)
- Greatest Hits, Vol. 3 (1981.)
- The Very Best, Vol. 1 (1988.)
- The Very Best, Vol. 2 (1988.)
- The Continuing Story of Radar Love (1989)
- Radar Love (1992)
- Best of Golden Earring (1994,)
- The Complete Naked Truth (1998.)
- 70s & 80s, Vol. 35 (1998)
- Greatest Hits (2000)
- The Devil Made Us Do It: 35 Years (2000)
- Singles 1965-1967 (2002.)
- Bloody Buccaneers/Face It (2002.)
- 3 Originals (2003.)
- Collected  (2009, trostruki CD)

### Singlovi
- Please Go / Chunk of Steel (1965)
- Lonely Everyday / Not to Find (1965)
- That Day / The Words I Need (1966)
- You Leave Me / Waiting for You (1966)
- Things Go Better / Rum and Coca Cola (1966)
- Daddy Buy Me a Girl / What You Gonna Tell (1966)
- Don't Run Too Far / Wings (1966)
- In My House / Smoking Cigarettes (1967)
- Sound of the Screaming Day / She Won't Come to Me (1967)
- Together We Live Together We Love / I Wonder (1967)
- The Truth About Arthur / Gipsy Rhapsody (1968)
- I've Just Lost Somebody / The Truth About Arthur (1968)
- Dong-dong-di-ki-di-gi-dong / Wake Up - Breakfast! (1968)
- Just a Little Bit of Peace in My Heart / Remember My Friend (1968)
- Where Will I Be / It's Alright, But I Admit Could Be Better (1969)
- It's Alright, But I Admit Could Be Better / Song of a Devil's Servant (1969)
- Another 45 Miles / I Can't Get a Hold on Her (1969)
- Eight Miles High / One High Road (1970)
- Back Home / This Is the Time of the Year (1970)
- Holy Holy Life / Jessica (1971)
- She Flies on Strange Wings, Part 1 & 2 (1971)
- Buddy Joe / Avalanche of Love (1972)
- Stand by Me / All Day Watcher (1972)
- Radar Love / The Song Is Over (1973)
- Instant Poetry / From Heaven From Hell (1974)
- Candy's Going Bad / She Flies on Strange Wings (1974)
- Tons of Time / Love Is a Rodeo (1975)
- Ce soir / Lucky Number (1975)
- The Switch / The Lonesome D.J. (1975)
- Sleepwalkin' / Babylon (1976)
- To the Hilt / Violins (1976)
- Bombay / Faded Jeans (1976)
- Radar Love (live) / Just Like Vince Taylor (live) (1977)
- Movin' Down Life / Can't Talk Now (1978)
- Weekend Love / It's Only a Matter of Time (1979)
- I Do Rock 'n Roll / Sellin' Out (1979)
- Long Blond Animal / Triple Treat (1980)
- No for an Answer / Annie (1980)
- Slow Down / Heartbeat (1981)
- Twilight Zone / King Dark (1982)
- The Devil Made Me Do It / Shadow Avenue (1982)
- When the Lady Smiles / Orwell's Year (1984)
- Clear Night Moonlight / Fist in Glove (1984)
- N.E.W.S. / It's All Over (1984)
- Something Heavy Going Down / I'll Make It All Up to You (1984)
- Quiet Eyes / Gimme a Break (1986)
- Why Do I / Gimme a Break (Rock Version) (1986)
- Why Do I / Love In Motion (1986)
- They Dance / Love in Motion (1986)
- My Killer, My Shadow / My Killer, My Shadow (alternativna verzija) (1988)
- Turn the World Around / You Gun My Love (1989)
- Distant Love / Nighthawks (1989)
- Going to the Run / Time Warp (1991)
- Temporary Madness / One Shot Away From Paradise (1991)
- Pouring My Heart Out Again / Planet Blue (1991)
- Making Love to Yourself / In a Bad Mood (1992)
- Another 45 Miles (Live) (1992)
- Radar Love / Bloody Bucaneers (1992)
- I Can't Sleep Without You (1992)
- Long Blond Animal (live - acoustic) / Twilight Zone (live - acoustic) / Jangalane(live-acoustic) / Don't Stop the Show (live - akustični) (1993)
- As Long as the Wind Blows (live - acoustic) / Please Go (live - acoustic) / Sound of the Screaming Day (live - akustični) (1993)
- Johnny Make Believe / Minute by Minute (1994)
- Hold Me Now / Freedom Don't Last Forever / Livin' With Me (Ain't That Easy) (1994)
- Gotta See Jane / Try a Little Tenderness (1996)
- This Wheel's on Fire / My Little Red Book (1996)
- Burning Stuntman / Bombay (1997)
- The Devil Made Me Do It [unplugged] / Mood Indigo (1998)
- Paradise in Distress / Are You Receiving Me? (1999)
- Whisper in a Crowd / The Vanilla Queen (1999)
- Miles Away From Nowhere (2000)
- Yes! We're on Fire / Yes! We're on Fire (verzija s orkestrom) (2000)
- Albino Moon (2003)
- Colourblind (2003)
- I've Just Lost Somebody (2005)
- Angel (2005)

## Vanjske poveznice
- Official website
- Radar Love 300+ cover versions of the song: U2, R.E.M., Santana, Bryan Adams, Def Leppard, James Last and others
- Golden Earring Record Research  Arhivirana inačica izvorne stranice od 18. srpnja 2011. (Wayback Machine)
- Full colour Golden Earring discography
- Virtual Golden Earring Museum
- Real audio of George Kooymans English interview for 'MusicMirror'
- Golden Earring Fansite
- Golden Earring(s) at WorldMusicDatabase